# Alabaster (manga)
Alabaster (アラバスター, Arabasutaa) is een manga van Osamu Tezuka. Hij werd oorspronkelijk uitgegeven in het Akita Shoten magazine Weekly Shonen Champion van 27 december 1971 tot 28 juni 1971.
De manga werd via crowdfunding in het Engels uitgegeven door Digital Manga. De Franse versie is van FLBLB en de Spaanse van Astiberri Ediciones.

## Verhaal
James Block is een Afro-Amerikaans ex-sportster in de Verenigde Staten. Na een racistisch incident vermoordt hij een man en moet hij naar de gevangenis. Aldaar ontmoet hij Dokter F, die voorstelt om hem onzichtbaar te maken met een experimentele onzichtbaarheidsstraal. Het experiment loopt fout: enkel James' huid wordt onzichtbaar. Doordat zijn spieren en ingewanden nu zichtbaar zijn, krijgt James een monsterachtig uiterlijk en verergeren de vooroordelen van zijn medemens tegenover hem. Gedomineerd door een gevoel van onrechtvaardigheid neemt hij de naam Alabaster aan en zweert hij wraak op de mensheid.